# Charly Pohl
Charly Pohl (* 1897 oder 1898; † nach 1960) war ein deutscher Fußballspieler und -trainer.

## Spielerkarriere

### Vereine
Pohl gehörte als jugendlicher Torwart dem Bergedorfer FC an und wechselte 1914 zur Victoria Hamburg, für die er bis 1924 in den Meisterschaften das Norddeutschen Fußball-Verbandes (NFV) Punktspiele bestritt.
Er wirkte bei seinem neuen Verein gleich ab der Herbstserie 1914 in der 1. Mannschaft mit. In einer von sieben, zum Teil auch acht oder neun Bezirksligen hatte Victoria zuvor fünfmal die Bezirksmeisterschaft gewonnen und entsprechend auch an den Endrunden um die Norddeutsche Meisterschaft teilgenommen. Sie war zweimal Meister, doch sowohl am 12. April 1908, als auch am 25. Mai 1913 war die Mannschaft noch ohne Pohl jeweils Eintracht Braunschweig mit 1:3 und 2:3 im Finale unterlegen.
Die einmalig und auf Antrag von Holstein Kiel mit den zehn stärksten Vereinen vom NFV im Ligasystem durchgeführte Norddeutsche Liga hatte Victoria 1913/14 als Achtplatzierte beendet. Sie war damit nur knapp dem Abstieg entgangen, doch wurde die Liga 1914 aufgelöst.
In der Saison 1915/16 und 1917/18 wurden lediglich Meisterschaften auf Bezirksebene ausgespielt; dazwischen und danach bis Saisonende 1919/20 wurde erneut im K.-o.-System die Norddeutsche Meisterschaft unter den Bezirksmeistern ausgetragen. Während dieser Zeit gewann Pohl mit der KV Victoria/88 Hamburg sowohl die Bezirks- als auch erstmals die Norddeutsche Meisterschaft 1919 und mit Victoria erneut die Bezirksmeisterschaft 1920.
Die in einen Nord- und Südkreis unterteilte regionale „Norddeutsche Liga“ beendete Pohl mit seinem Verein als Sechstplatzierter von zehn teilnehmenden Vereinen im Nordkreis. Die beiden Kreismeister Hamburger SV und Hannover 96 bestritten das am 10. und 24. April 1921 in Hin- und Rückspiel ausgetragene Finale, das der Hamburger SV mit 3:1 und 8:0 gewann.
Seine letzten drei Spielzeiten bei Victoria bestritt der Torwart in der in Alster- und Elbekreis unterteilten Ligaklasse Groß-Hamburg. Als Zweit- und Drittplatzierter im Alsterkreis verpasste er mit seiner Mannschaft jeweils die Teilnahme an der Endrunde um die Norddeutsche Meisterschaft, die jeweils der Hamburger SV gewann. Pohl hütete anschließend das Tor von Schwerin 03 sowie ab 1925 das von Union 03 Altona. Als auswärtiges Mitglied hatte er schon in früheren Jahren etlichen weiteren Vereinen angehört, für die er nach eigenen Angaben in Privatspielen auch das Tor hüten durfte.

### Auswahlmannschaft
Als Spieler der Auswahlmannschaft des Norddeutschen Fußball-Verbandes nahm er am Wettbewerb um den Bundespokal, einen im Pokalmodus ausgetragenen Wettbewerb der Auswahlmannschaften der Regionalverbände des Deutschen Fußball-Bundes, teil. Er erreichte mit dieser das am 8. Juni 1919 im Deutschen Stadion von Berlin angesetzte Finale. Gegen die Auswahlmannschaft des Süddeutschen Fußball-Verbandes gewann er mit seiner Auswahl vor 10.000 Zuschauern mit 5:4. Insgesamt stand Pohl in 32 NFV-Spielen im Tor.

## Trainerkarriere
„Charly“ Pohl, von Beruf Zahnarzt, erlebte in späteren Jahrzehnten eine lange Trainerkarriere in mindestens vier verschiedenen Ländern. Zu seinen Stationen gehörten der SV Uhlenhorst Herta (Hamburg, 1930), Wilhelmsburg 26 und SC Eilbek (1933/34), Freja Randers (Dänemark, 1934), Wacker Halle (1936), Fortuna Leipzig (1938), Odense BK (1939), erneut Uhlenhorst Herta, TuRa Bremen, GIF Sundsvall (1954/55) und Lyn Oslo (1958). In der Saison 1940/41 trainierte er den Stettiner SC in der Gauliga Pommern, einer der Gauligen zur Zeit des Nationalsozialismus als einheitlich höchste Spielklassen im Deutschen Reich. In der in zwei Abschnitten unterteilten Gauliga führte er seine Mannschaft im Abschnitt West auf den vierten Platz. Später hatte er dieselbe Funktion beim LSV Stettin.
In den 1960er Jahren lebte Pohl in Kandern und war dort als Sportlehrer tätig.

## Erfolge
- Norddeutscher Meister 1919
- Bezirksmeister von Hamburg-Altona 1919, 1920
- Bundespokal-Sieger 1919